# Historia del Estado de Querétaro

## Toponimia
Su nombre proviene del Purépecha K'erhiretarhu (K'eri=grande, ireta= pueblo rhu=lugar) o K'erendarhu, (k'erenda=peñasco y rhu=lugar) que significa lugar de piedras grandes o peñascos. Estos topónimos eran referidos a la ciudad de Querétaro, el estado adoptó el nombre de la ciudad capital. El estado en otomí se dice Maxei; y en náhuatl, Chichimecalco (Lugar de los chichimecas).
Otra versión dice que el nombre proviene del Otomí con significado "Lugar donde se juega la pelota", o "Lugar del gran juego de pelota".

## Época prehispánica

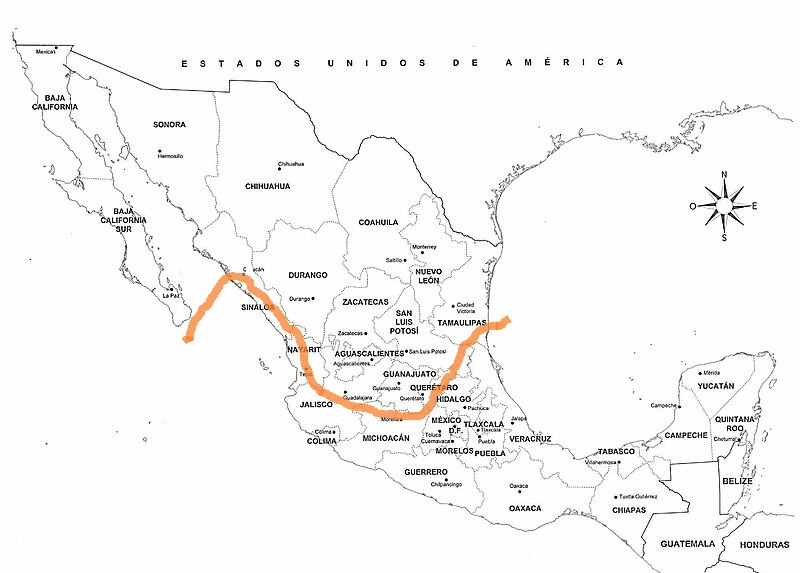
Aridoamérica

El territorio que hoy ocupa el Estado de Querétaro fue habitado por Otomíes y Purépechas (Tarascos), siendo estos últimos los dominantes. Había también una pequeña presencia de tribus nómadas llamadas Chichimecas (pames y jonaces). Hay algunos sitios arqueológicos que datan de este tiempo como "El Cerrito" en Corregidora, y los sitios de Ranas y Toluquilla en la Sierra Gorda.

## Llegada española y fundación de la Ciudad de Querétaro
Los españoles llegaron en fecha incierta, entre 1528 y 1531. Hernán Pérez de Bocanegra y Córdoba se alió con el indígena otomí Conín, nativo de Nopala, Hidalgo y cacique de Jilotepec, para conquistar pacíficamente los nuevos territorios, a cambio de beneficios como títulos y tierras.
Cuenta la leyenda que en el arreglo se establecía que los Otomíes aceptarían el gobierno español y aceptarían la fe Católica si éstos eran derrotados en una batalla cuerpo a cuerpo (sin armas). Los conquistadores españoles estaban por perder cuando, de repente, el Sol fue eclipsado al momento en que apareció el apóstol Santiago y una brillante cruz. Los otomíes inmediatamente anunciaron su rendición y anunciando la fundación de Santiago de Querétaro el 25 de julio de 1531.
En 1531 se efectúa el trazado del pueblo de Querétaro por Juan Sánchez de Alaniz y por Conín, ahora bautizado con un nombre castellano: Don Fernando de Tapia.

## Época virreinal
A partir de la conquista española, la región fue reconocida de gran importancia estratégica pues era el paso obligado y la conexión entre las ricas minas de Guanajuato, San Luis y Zacatecas con la capital mexicana. Expediciones armadas y conversiones católicas fueron enviadas desde la ciudad de Querétaro. Esta es la principal explicación de que en el Centro de la ciudad haya una gran cantidad de templos y conventos católico datados de esa época. El misionero franciscano Fray Junípero Serra salió de Querétaro hacia California, donde posteriormente fundaría lo que se convertirían en las mayores ciudades del actual estado de California (como San Francisco)
En la segunda mitad del siglo XVI se erige el convento de San Francisco, primera edificación religiosa en la ciudad bajo la dirección y patronazgo de Don Fernando de Tapia.
En 1655 se le concede al pueblo de Querétaro, que nunca fue villa, el título de ciudad de Santiago de Querétaro por el virrey, duque de Alburquerque.
En 1707 la Hacienda "Juriquilla" fue construida al norte de la capital queretana. Para finales del siglo XVIII su propietario era "Pedro Antonio de Septién Montero y Austin, hijo de Agustín de Septién y Montero de León Gto.
En 1712 se confirma el título de "Muy Noble y muy Leal Ciudad de Querétaro" por el Rey Felipe V de España.
En 1726 comienza la construcción del acueducto, costeado en 80% por don Juan Antonio de Urrutia y Arana, marqués de la Villa del Villar del Águila. Este acueducto, una de las más importantes construcciones, es ahora un símbolo de la Ciudad de Querétaro.
Entre 1726 y 1738 fue construida la mayor obra de ingeniería civil en el estado: El Acueducto. Éste tenía la función de proveer a la ciudad de Querétaro de agua, siendo esta traída de manantiales en La Cañada. Cuenta la leyenda que éste estaba enamorado de una monja del Convento de la Santa Cruz, por tanto el acueducto termina en una fuente de dicho convento.
En 1731 se inicia la construcción del templo y convento de San Agustín, obra del barroco novohispano y se termina en 1743.
En 1735 se inaugura la caja de agua, que fue la primera fuente de la ciudad y en 1738 llega el agua a las distintas pilas públicas diseminadas por toda la ciudad.
En 1752 se dedica el templo del Colegio de Santa Rosa de Viterbo, monumento barroco.
En 1763 se funda el Oratorio de San Felipe Neri hoy catedral de Querétaro, la iglesia se dedica en 1805.
En 1772 muere el maestro de hacer órganos y artífice Mariano de las Casas.
En 1778 se produce la secularización de la parroquia de San Sebastián.
En 1797 se estrena la Fuente de Neptuno, diseñada y realizada por el arquitecto Francisco Eduardo Tresguerras y la escultura por Juan Izguerra.
En 1805 se inaugura la Academia de Bellas Artes.
En 1807 se finaliza el templo y convento de Teresitas. Manuel Tolsá diseñó los primeros planos pero no fueron utilizados. Trabajó en la obra Ortiz de Castro y en la decoración Tresguerras.
La ciudad de Querétaro fue tan importante bajo la dominación española que fue nombrada "la tercera ciudad del reino" (después de México y Puebla).

## Independencia de México
En septiembre de 1810 Querétaro se convierte en la cuna del movimiento de la Independencia. El día 13 es tomado prisionero Epigmenio González, teniendo un arsenal de armas destinado a la Insurgencia. El día 15 se detuvo al Corregidor de Querétaro don Miguel Domínguez y su esposa doña Josefa Ortiz de Domínguez. Ella logra enviar un mensaje al capitán Allende y a Hidalgo, quienes inician la Guerra de Independencia de México.

## República Mexicana
El 4 de octubre de 1824 se establece en México la República Federal, la Constitución incluye a Querétaro como Estado de la Federación.
En 1847 Querétaro es nombrada capital de México, cuando fue invadido por las fuerzas estadounidenses.
El 30 de mayo de 1848 se firma en Querétaro el Tratado de Guadalupe Hidalgo, que pone fin a la guerra con Estados Unidos y donde México pierde la mitad norte de su territorio.
En 1867 se libran dos batallas entre el ejército republicano y el imperial en el Cerro de las Campanas durante el Sitio de Querétaro. Maximiliano de Habsburgo es capturado, enjuiciado y sentenciado, siendo fusilado el 19 de junio en el Cerro de las Campanas junto con los generales mexicanos Miguel Miramón y Tomás Mejía.
En 1886 se inaugura el estación queretana del Ferrocarril Central, construida con cantera rosa y madera, estilo de las estaciones estadounidenses de esa época.

## sigloXX
El 5 de febrero de 1917, el Congreso proclama la Constitución Política de los Estados Unidos Mexicanos en el Teatro de la República de la Ciudad de Querétaro.
El 15 de mayo de 1967 se inaugura el monumento a Benito Juárez en el Cerro de las Campanas por el presidente Gustavo Díaz Ordaz.
En 1985 se inaugura el Estadio Corregidora de Querétaro construido con motivo del Campeonato Mundial de Fútbol 1986.
El 25 de julio de 1985 se inaugura el Auditorio Josefa Ortiz de Domínguez, el diseño fue realizado por el Arq. Luis Alfonso Fernández Siurob.
En 1987 es sede del concurso de belleza Señorita México, celebrado en el auditorio Josefa Ortiz de Domínguez, en donde la ganadora resultó ser la poblana Amanda Beatriz Olivares Phillips, quien un año más tarde ocuparía el segundo lugar en el certamen Miss Universo 1988 celebrado en Taipéi China.
El 5 de febrero de 1989 se inauguró el parque de los Alcanfores, por el presidente Carlos Salinas de Gortari.
El 5 de febrero de 1991 se inauguró el parque ecológico "Querétaro 2000".
En 1993 pasa a cargo del Gobierno del Estado el Cerro del Cimatario, considerado Parque nacional. Querétaro es subsede del certamen Miss Universo 1993.
En 1994 se inaugura la nueva Central de Autobuses de la Ciudad de Querétaro.

## sigloXXI
En noviembre de 2004 se inauguró el Aeropuerto Internacional de Querétaro
En marzo de 2008 la legislatura aprueba la nueva constitución del estado, en ella el nombre del Estado se reduce de Querétaro Arteaga a sólo Querétaro.
- Datos: Q5900062